# Raión de Turmanyan
El raión de Turmanyan es uno de los cinco raiones que forman la provincia armenia de Lorri. Se encuentra al noreste de la provincia, con una población a fecha de 12 de octubre de 2011 de 40 006 habitantes.
Está formado por las siguientes localidades:
- Ahnidzor 218
- Akhtala 2092
- Akner 512
- Akori 2065
- Alaverdi 13 343
- Amoj 157
- Ardvi 177
- Arevatsag 821
- Aroghcharanin kits 14
- Atan 281
- Aygehat 263
- Bendik 101
- Chkálov 144
- Chochkan 1559
- Dsegh 2137
- Haghpat 668
- Hagvi 402
- Jiliza 136
- Kachachkut 393
- Karinj 643
- Karkop 323
- Karmir Aghek 174
- Kober kayaran 45
- Lorut 843
- Marts 496
- Mets Ayrum 581
- Mghart 429
- Neghots 292
- Odzun 4048
- Pokr Ayrum 160
- Shamlugh 700
- Shamut 257
- Shnogh 2561
- Teghut 684
- Tsaghkashat 181
- Tsater 377
- Tumanyan 1710[1]